# Рохас, Лео
Лео Рохас (исп. Leo Rojas; род. 18 октября 1984, Отавало, Эквадор) — эквадорский музыкант, играющий на флейте Пана. Победитель 5-го телевизионного шоу «Das Supertalent» (2011).
В 2000 году переехал в Испанию. Его семья осталась в Эквадоре. По туристической визе приезжал в Германию. Сейчас живёт со своей польской женой в Берлине, где работает как уличный музыкант. Одна из прохожих обратила его внимание на телевизионное шоу «Das Supertalent». Он подал заявку на участие в пятом конкурсе в 2011 году и смог проквалифицироваться в финальную часть. Исполняя «Полёт кондора» на флейте Пана и других южноамериканских духовых инструментах прошёл через полуфиналы.
В финальной части выступил совместно со своей матерью, прилетевшей из Эквадора. В финале 17 декабря 2011 года исполнил инструментальное произведение «Одинокий пастух», написанное Джеймсом Ластом в 1977 году для Джеймса Ласта и Георге Замфира, и ставшее хитом. С большим отрывом он победил на телешоу.

## Дискография

### Песни
- Одинокий пастух (2011)
- Полёт кондора (2012)
- Nature Spirits (2017)
- Dusk (2017)

### Альбомы
- Spirit of the Hawk (2012)
- Flying Heart (2012)
- Albatross (2013)
- Das Beste (2015)
- Leo Rojas (2017)